# SBS TV
SBS TV è un canale televisivo sudcoreano, proprietà di Seoul Broadcasting System (SBS). È stato lanciato il 9 dicembre 1991.